# Hans Krebs
Hans Krebs (Helmstedt, 4 marzo 1898 – Berlino, 2 maggio 1945) è stato un generale tedesco, fu l'ultimo Capo di Stato Maggiore dell'Esercito tedesco durante la seconda guerra mondiale.

## Biografia
Ancora giovanissimo, nel 1914 si arruolò volontario nell'esercito imperiale tedesco, prendendo parte alla prima guerra mondiale. Durante il conflitto fu promosso sottotenente e assegnato al 78º Reggimento fanteria, dove svolse anche il ruolo di comandante di compagnia.
I meriti riscossi sul campo lo portarono alla fine della guerra ad essere uno dei 4.000 ufficiali della Reichswehr, le ricostituite forze armate della Repubblica di Weimar. Promosso Leutnant (tenente) nel 1925, Krebs iniziò una brillante carriera che lo portò a svolgere importanti ruoli negli Stati maggiori di alcune unità combattenti e nello Stato Maggiore generale tedesco.

### La carriera militare
Tra il 1933 e il 1935 Krebs divenne aiuto dell'addetto militare tedesco a Mosca. In questa sede ebbe non solo modo di imparare la lingua russa, ma soprattutto riuscì ad entrare in contatto con le più alte gerarchie politiche e militari sovietiche. Alla fine del suo incarico, Krebs tornò in patria, dove fu assegnato allo Stato Maggiore della 24ª Divisione fanteria. Dopo la promozione a Major (maggiore), nel 1937 ritornò a Zossen, presso la sede dello Stato Maggiore generale, per dirigerne l'undicesima sezione. Nel 1939 fu promosso al grado di Oberstleutnant (tenente colonnello) e nominato Capo di Stato Maggiore del VII Corpo d'armata. Solo un anno più tardi fu promosso ancora al grado di Oberst (colonnello).
Nel marzo del 1941, a pochi mesi dall'avvio dell'Operazione Barbarossa, Krebs fu inviato nuovamente a Mosca quale addetto militare presso l'ambasciata tedesca. L'esperienza precedentemente svolta nella capitale sovietica e le buone relazioni con i vertici sovietici facevano di Krebs l'uomo ideale per mascherare agli occhi dei sovietici le reali intenzioni di Hitler. Seppure Stalin in persona avesse dimostrato stima e amicizia per Krebs («noi due dobbiamo rimanere amici qualsiasi cosa succeda» arrivò a dirgli il dittatore sovietico), i più alti comandanti russi rimasero sempre dubbiosi delle buone intenzioni dell'ufficiale tedesco. Ritenuto generalmente un opportunista di cui non potersi fidare, Krebs si guadagnò il soprannome di «l'uomo che ti fa sembrare bianco il nero». Allo scoppio della guerra sul fronte orientale, Krebs tornò nuovamente in patria prima di essere riassegnato.
Nel gennaio 1942 fu nominato Capo di Stato Maggiore della IX Armata, operante sul fronte orientale. Quest'unità era stata pesantemente travolta dalla controffensiva sovietica dell'inverno 1941, che aveva determinato il fallimento dell'Operazione Tifone: l'assalto tedesco su Mosca.
La IX Armata si trovava a difendere la difficile posizione nel saliente di Ržev, attaccata sui fianchi da due fronti sovietici che miravano a circondarla. L'Alto comando tedesco scelse così una riorganizzazione complessiva di quest'unità: al suo comando fu nominato il Generaloberst (colonnello generale) Walter Model, mentre Krebs ne fu nominato Capo di Stato maggiore.
Sotto la direzione di Model, abilissimo tattico della difesa, la IX Armata riuscì a respingere gli assalti sovietici e a resistere nei cruenti scontri che ne seguirono. Grazie al prestigio ottenuto nella vittoriosa difesa del saliente di Ržev, Krebs fu dapprima nominato Generalmajor (maggiore generale) e poi, nel marzo del 1943, capo di Stato Maggiore dell'intero Gruppo d'armate Centro. Poco dopo la sua nuova assegnazione, fu nuovamente promosso al grado di Generalleutnant (tenente generale).
Promosso General der Infanterie nell'agosto del 1944, un mese dopo Krebs fu trasferito sul fronte occidentale, dove assunse il ruolo di capo di Stato maggiore del Gruppo d'armate B. In quest'incarico ritornò agli ordini di Model, con l'obiettivo di arrestare l'avanzata delle truppe alleate verso la Germania.
Il 17 febbraio 1945 Krebs fu richiamato a Zossen, presso lo Stato maggiore generale dell'Esercito (OKH). Assunse l'incarico di Capo del gruppo di comando dello stato maggiore generale dell'Esercito in sostituzione del Generalleutnant (tenente generale) Walther Wenck, cui fu affidato il comando dell'Operazione Solstizio. In questa posizione ebbe modo di collaborare direttamente con il Capo di stato maggiore generale dell'esercito Heinz Guderian e di entrare in contatto diretto con Hitler.
Quando Guderian fu allontanato dal suo incarico a causa dei ripetuti contrasti con Hitler sulla conduzione della guerra, Krebs fu nominato nuovo capo di Stato Maggiore generale dell'Esercito. Il carattere remissivo e conciliante di Krebs influì molto sulla sua nomina da parte del Führer: dopo anni di contrasti con i vertici militari, Hitler era infatti stanco di veder discutere i propri ordini e voleva avere al suo fianco un semplice esecutore.

### La caduta di Berlino
Krebs ebbe poco tempo per rimanere al vertice dell'esercito tedesco: tra la sua nomina, avvenuta il 1º aprile 1945, e la caduta di Berlino passò appena un mese. La situazione militare era già disperata per i tedeschi nell'aprile 1945: gli Alleati avevano sfondato le linee difensive sul Reno e si dirigevano velocemente verso l'Elba; i sovietici erano sul punto di lanciare la loro offensiva finale contro la capitale del Terzo Reich. La situazione complessiva non era certo migliorata dalle continue interferenze di Hitler in campo militare: con i suoi ordini ormai totalmente slegati da una lucida visione della realtà, il Führer rendeva solo più complessa ogni operazione di difesa.
Come Capo di stato maggiore dell'Esercito, Krebs ebbe modo di essere uno dei più assidui occupanti del Führerbunker nelle fasi finali della guerra. Proprio da lì, il 28 aprile successivo, chiamò il feldmaresciallo Wilhelm Keitel per comunicargli la difficoltà della situazione a Berlino, informandolo che senza rinforzi o rifornimenti la città sarebbe caduta in sole 48 ore. Solo il giorno dopo, però, il generale Alfred Jodl comunicò a Krebs che nessuna unità tedesca era più in grado di spezzare l'accerchiamento di Berlino: con questa comunicazione di fatto sparì ogni residua speranza di salvezza per gli assediati.
Sempre il 28 aprile, Krebs partecipò alla corte marziale che condannò a morte in contumacia il Reichsführer delle SS Heinrich Himmler; Himmler infatti aveva cercato di avviare una trattativa segreta con gli Alleati per giungere alla resa delle forze armate tedesche, in palese contrasto con la volontà del Führer di continuare gli scontri a oltranza. Il 29 aprile Krebs fu testimone, assieme a Joseph Goebbels, Martin Bormann e il generale Wilhelm Burgdorf, del testamento politico di Hitler; solo un giorno dopo il Führer si suicidò, lasciando senza guida i superstiti del Führerbunker.
Già la sera del 30 aprile si svolse nel Führerbunker una riunione tra i notabili sopravvissuti, nella quale fu stabilito di avviare trattative con i sovietici per giungere ad una resa: Krebs fu incaricato di raggiungere il comando del generale sovietico Vasilij Ivanovič Čujkov per esporre le condizioni tedesche per la resa. Alle prime ore del 1º maggio, Krebs comunicò al comando sovietico la morte di Hitler e la richiesta tedesca di una pace che garantisse «condizioni soddisfacenti alle nazioni che avevano sofferto più di tutte la guerra».
Ovviamente i russi non avevano alcuna intenzione né interesse a trattare con i tedeschi ed imposero una resa incondizionata che fu accettata dal comando tedesco a Berlino dopo il suicidio di Goebbels. Dopo la capitolazione, Krebs sapeva che lo avrebbe atteso una dura prigionia presso qualche campo sovietico e così decise di togliersi la vita: il 1º maggio 1945 Krebs morì suicida sparandosi alla testa nel Führerbunker.

## Nella cultura di massa
- Il generale Hans Krebs è stato interpretato da Adolfo Celi nel film Gli ultimi 10 giorni di Hitler e da Rolf Kanies nel film La caduta - Gli ultimi giorni di Hitler.